# 郵包炸彈

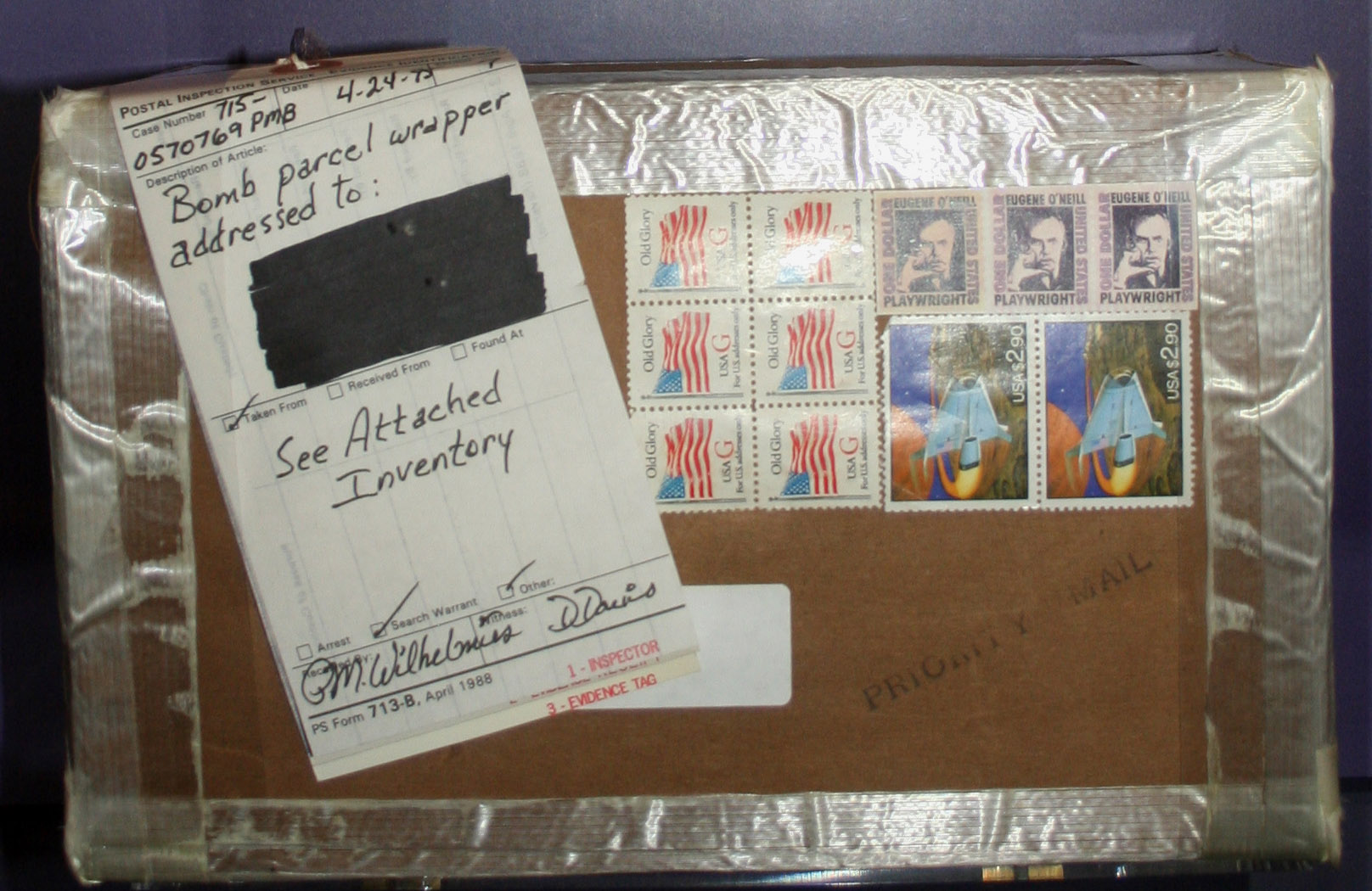
国家邮政博物馆中展示的一个邮包炸弹

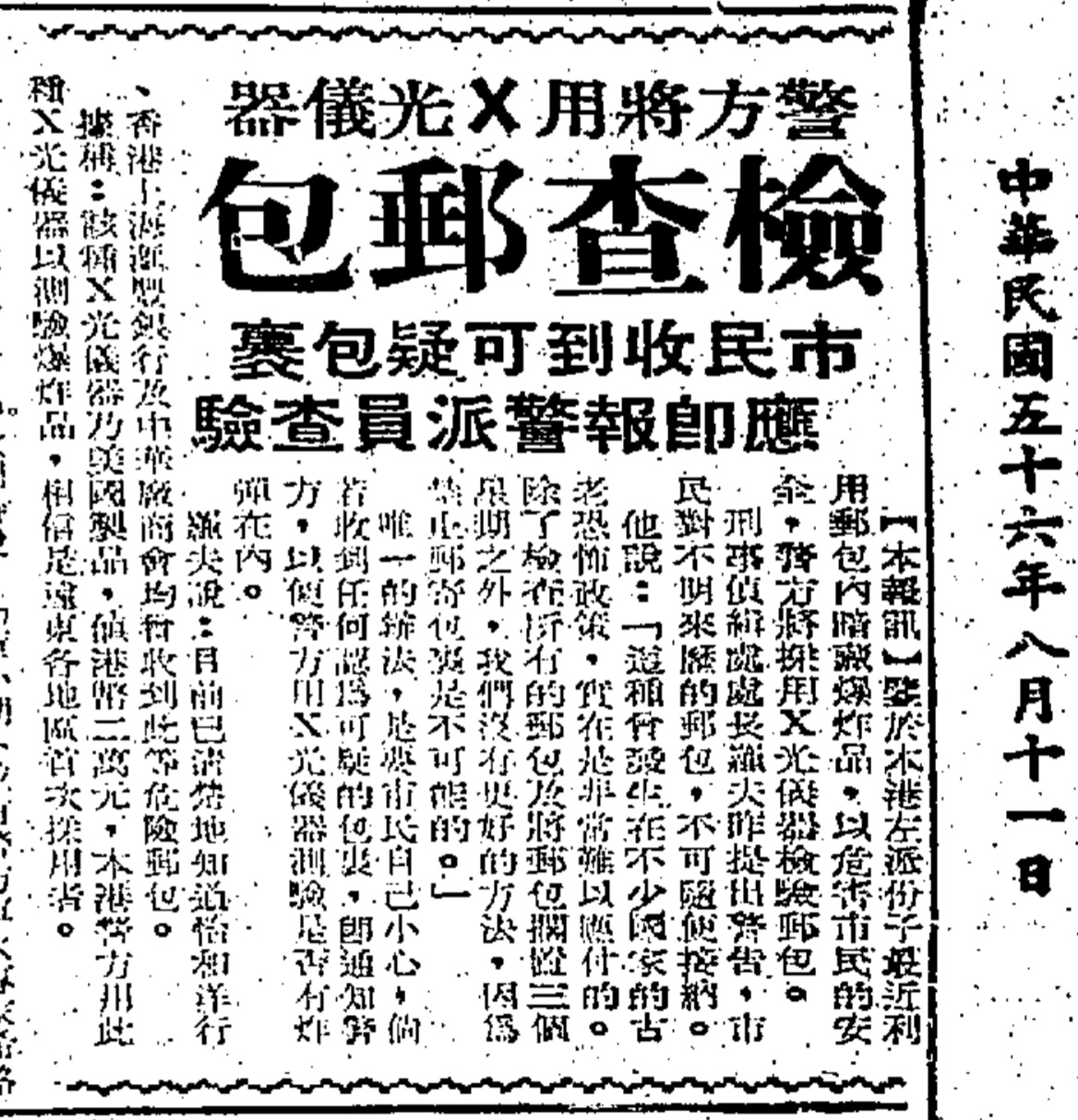
1967年香港六七暴動期間左派份子發動郵包炸彈襲擊，包括匯豐銀行、怡和洋行、中華廠商會均收到藏有爆炸品的郵包，香港警方在1967年8月宣布將啟用從美國購入的X光機查找郵包炸彈

郵包炸彈指炸彈客將炸彈藏匿於郵包內，並透過郵局或信差派送，以恐嚇及傷害收件人；有時也會由恐怖份子製造，目的是進行恐怖襲擊。一般郵包炸彈都會被設計成在開啟時爆炸，旨在嚴重傷害甚至殺害收件人。

## 特征
郵包炸彈有以下常见特征：
- 收件人不明确或只有头衔
- 地址不正确或来源未知
- 有特殊标记，如注明是密件、被要求收件人亲自收取
- 比普通快递更多的邮费
- 字迹潦草或使用打印等方式拼出收件信息
- 有异常的油渍和气味
- 显眼的电线或锡箔纸（尤其是在包装破损时）
- 重量和体积不成比例
- 具弹性的信封或包装内存在坚硬的物件
- 过量的外包装
- 不寻常的派件方式，如专人送递

## 案例
- 王幸男郵包炸彈事件
- 東京都廳包裹炸彈事件

## 資料來源
1. ↑  .   [2015-10-02]. （原始内容存档于2015-10-05）.
2. ↑  辨識信件及郵包炸彈要點[]